# Чунгкингский экспресс
«Чунгки́нгский экспре́сс» («Чунцинский экспресс», англ. Chungking Express, кит. 重庆森林) — фильм гонконгского режиссёра Вонга Карвая, снятый в 1994 году. Благодаря синтезу свободы французской новой волны, мощи гонконгского жанрового кино и современности музыкальных видеоклипов, «Чунгкингский экспресс» добился международного признания.
Фильм содержит не связанные между собой (за исключением локации) истории о двух сотрудниках полиции Гонконга. Первая история повествует о полицейском № 223 и его случайной встрече с загадочной женщиной в светлом парике, промышляющей продажей наркотиков. Вторая история связана с полицейским № 663, которого преследует работница закусочной.

## Название
Название фильма отсылает к комплексу зданий Chungking Mansions в гонконгском районе Чимсачёй и расположенной в нём закусочной Midnight Express. Обе истории «Чунгкингского экспресса» разворачиваются именно в этом месте, которое является зоной патрулирования двух полицейских — главных героев фильма. Midnight Express, где они любят перекусить, служит связывающим звеном между двумя историями. По словам режиссёра, Chungking Mansions как густонаселенное и гиперактивное место является отличной метафорой самого города.

## Сюжет

### Первая история
Действие фильма в основном происходит в ночное время внутри обширной сети рынков в туристическом районе Гонконга. 28 апреля 1994 года главные герои первой истории — полицейский № 223 Хэ Чжиу, гонящийся за преступником, и безымянная женщина в светлом парике, которая не снимает солнцезащитные очки, впервые на мгновение сталкиваются (в буквальном смысле) друг с другом. «Нас разделяли доли миллиметра… 57 часов спустя я влюбился в эту женщину» — говорит в своём монологе полицейский.
Девушка по имени Мэй, в которую Хэ Чжиу был влюблён на протяжении 5 лет, рассталась с ним 1 апреля. Для того, чтобы убедиться в серьёзности этого поступка, он решает дать ей месяц на то, чтобы передумать. Каждый день он покупает в продуктовом магазине банку консервированных ананасов, которые любит его бывшая девушка, со сроком годности до 1 мая. Дата, когда истечёт «срок годности» их отношений, также совпадает с его днём рождения.
Параллельно с историей полицейского № 223 показывается и жизнь женщины в светлом парике, которая промышляет контрабандой наркотиков. Она использует для этой цели выходцев из Южной Азии, но во время очередной операции подручные предают её и исчезают вместе со всем товаром. Расследуя пропажу, она безуспешно расспрашивает обитателей района, где живут мигранты. В конце концов она похищает ребёнка одного торговца, чтобы разузнать правду и добивается своей цели. После этого недоброжелатели решают схватить её, но женщине в парике удаётся скрыться в вагоне уходящего поезда метро.
Вечером 30 апреля оба главных героя первой истории приходят отдохнуть в клуб Bottoms Up. Хэ Чжиу, пообещавший себе влюбиться в первую встречную, видит в баре загадочную женщину в парике. Изрядно выпив, они вместе отправляются в номер отеля, где женщина засыпает. Хэ Чжиу всю ночь смотрит фильмы по телевизору, а под утро покидает номер отеля, предварительно почистив обувь незнакомки. Он отправляется на пустующий стадион, где совершает пробежку и решает оставить там свой пейджер, окончательно потеряв надежду получить сообщение от своей бывшей девушки. В последний момент он слышит уведомление о новом сообщении — загадочная женщина поздравила его с днём рождения. Хэ Чжиу клянётся, что никогда не забудет этого.
Женщина в светлом парике выманивает наркобарона, который подстроил пропажу её товара, и убивает его несколькими выстрелами из револьвера. Она бросает свой парик и скрывается от преследователей. У неё забронирован один билет на самолёт, который вылетает 1 мая (пункт назначения не называется).

### Вторая история

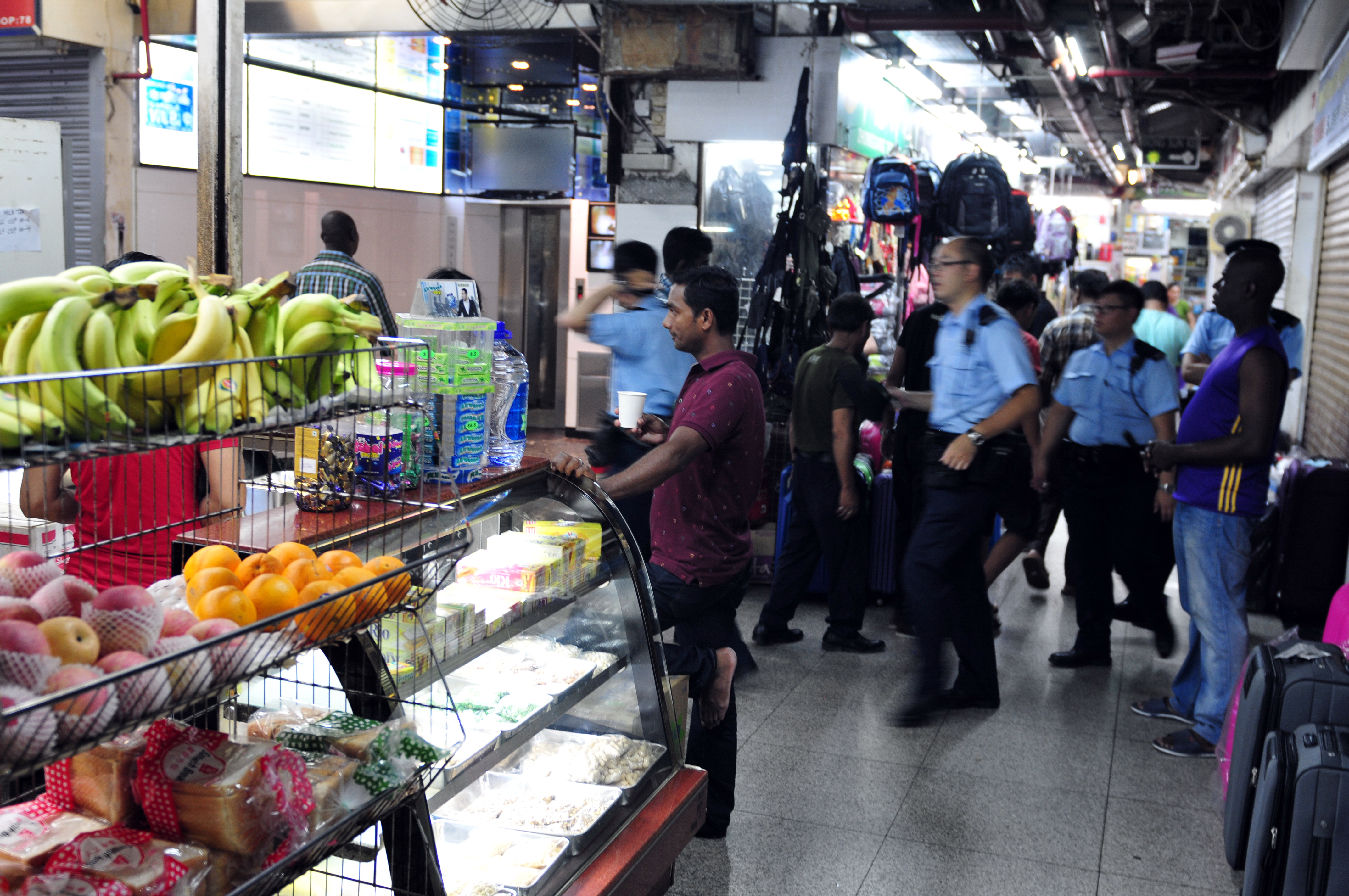
Гонконгские полицейские в Chungking Mansions.

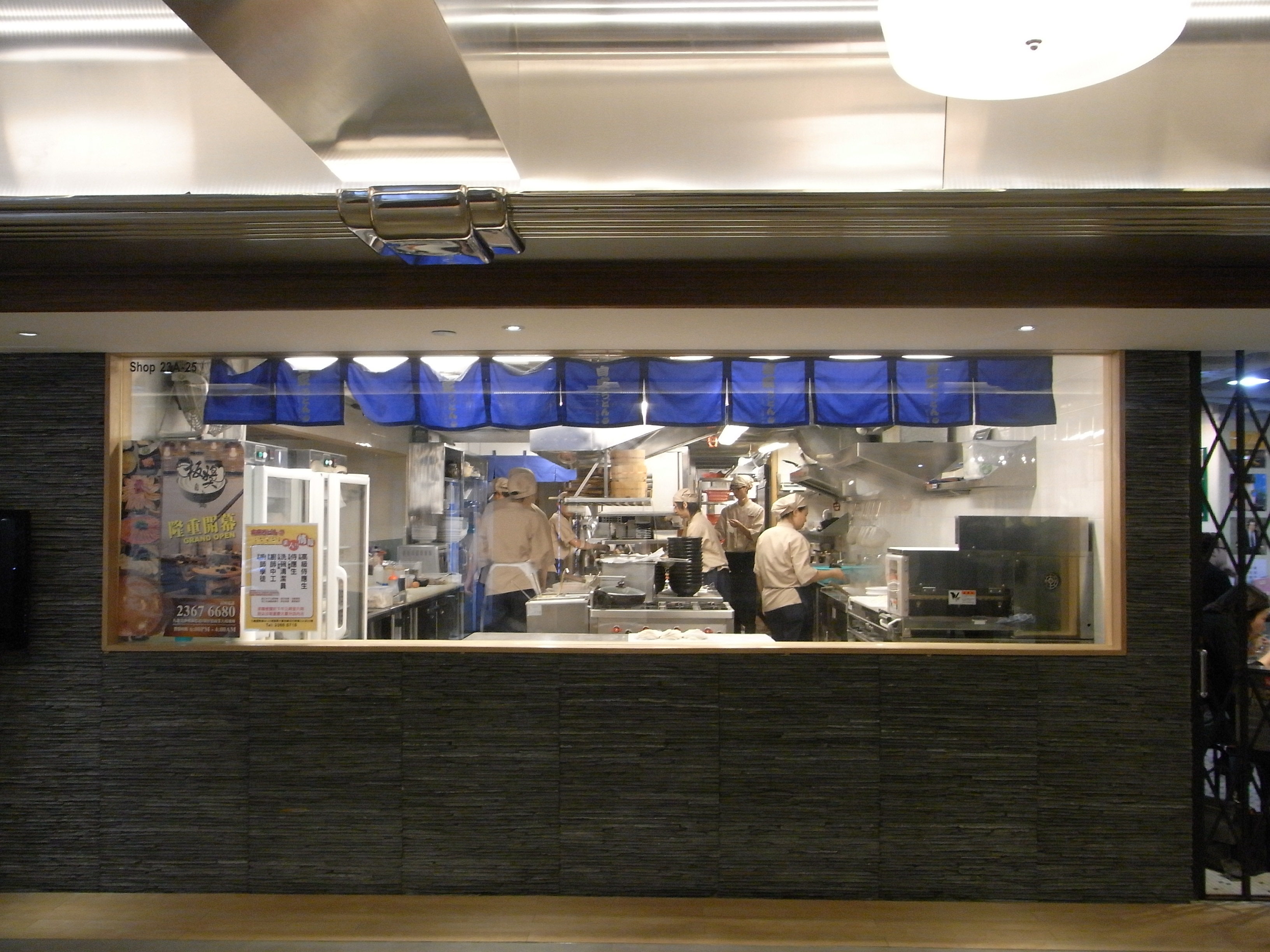
Кухня одного из ресторанов в Chungking Mansions.

Главный герой второй истории — Вэй также работает полицейским, его номер 663. Он, как и № 223, переживает расставание со своей возлюбленной, которая работает стюардессой. Спустя некоторое время после прекращения их отношений, она приходит в закусочную в торговом районе Chungking Mansions, которую каждый день посещает полицейский № 663, и оставляет письмо для него, которое помимо записки содержит ещё и запасные ключи от его квартиры.
Фэй — девушка со странностями. Она работает в закусочной и тайно влюблена в полицейского № 663. Фэй рассказывает ему о письме, с содержимым которого уже успели ознакомиться все работники закусочной, но он решает оставить его прочтение на потом, не решившись прочитать слова бывшей девушки. Заполучив ключи, Фэй неоднократно посещает квартиру Вэя и начинает постепенно приводить жильё в порядок. Эти изменения оказывают положительное влияние на полицейского.
В конечном счёте полицейскому № 663 становится известно о её посещениях и к нему приходит понимание, что Фэй испытывает к нему чувства. Он назначает ей свидание в баре «Калифорния», но в назначенное время она не приходит. Владелец закусочной и кузен Фэй сообщает о том, что она улетела в настоящую Калифорнию и вручает письмо, которое содержит нарисованный от руки билет на самолёт с датой вылета через год. Вэй сперва не хочет открывать его (как и в случае с письмом от стюардессы) и выкидывает в мусор, но потом решает ознакомиться с содержимым письма, которое уже успело намокнуть под дождём.
Спустя год Фэй, которая стала стюардессой, решает посетить закусочную, где она когда-то работала. Заведение оказывается закрытым на реконструкцию и она обнаруживает там Вэя, бросившего свою прежнюю работу. Он сообщает, что выкупил закусочную у её кузена и решил открыть здесь ресторан. Фэй спешит попрощаться с ним, но Вэй показывает ей тот самый нарисованный от руки билет, который хранил всё это время, и просит указать пункт назначения, ставший нечитаемым на намокшей от дождя бумаге. Фэй, не ожидавшая, что он прочтёт письмо, хочет выписать ему новый «билет» и спрашивает его о том, куда бы он хотел отправиться, на что он отвечает: «Туда, куда бы ты меня взяла».

## В ролях
- Бриджит Линь — женщина в парике
- Такэси Канэсиро — Хэ Чжиу, полицейский № 223
- Тони Люн Чу Вай — Вэй, полицейский № 663
- Ван Фэй (Фэй Вонг) — Фэй
- Валери Чоу[англ.] — стюардесса
- Цзиньцюань Чэнь — хозяин закусочной «Midnight Express»
- Том Бейкер — наркоторговец
- Вики Энг[англ.] — барменша

## Съёмки
«Чунгкингский экспресс» был снят Вонгом Карваем по собственному сценарию во время 2-месячного перерыва при производстве фильма «Прах времён». Оператором выступил Кристофер Дойл, вместе с которым Вонг снял ряд фильмов («Дикие дни», «Прах времён», «Падшие ангелы», «Любовное настроение», «Счастливы вместе»), добившихся международного признания. Их отличительной чертой стали яркая палитра, резкая смена кадров и быстрое движение камеры.
Другой фильм Вонга Карвая «Падшие ангелы» был снят в одно время с «Чунгкингским экспрессом», его действие происходит в той же локации — Chungking Mansions. Планировалось, что истории из «Падших ангелов» станут третьей и четвёртой историей «Чунгкингского экспресса».

## Музыка
По словам Вонга Карвая, подбор музыки является первым и самым определяющим решением, которое он делает на этапе подготовки производства фильма. Ещё до написания сценария «Чунгкингского экспресса» режиссёр дал послушать кинооператору песню «California Dreamin’» группы The Mamas & the Papas для того, чтобы описать свою задумку.
Помимо упомянутой «California Dreamin’», фильм содержит кавер-версии песен «Dreams» группы The Cranberries и «Bluebeard» группы Cocteau Twins в исполнении Ван Фэй, «What a Diff’rence a Day Made» Дины Вашингтон, «Things in Life» Денниса Брауна и композицию «Baroque» Майкла Галассо, записанную специально для фильма.
| №   | Название                             | Исполнитель              | Длительность |
| --- | ------------------------------------ | ------------------------ | ------------ |
| 1.  | «Dream Person»                       | Ван Фэй                  | 4:24         |
| 2.  | «Chasing The Metaphysical Express»   | Фрэнки Чан, Роэль Гарсия | 3:03         |
| 3.  | «Seusuous Forest»                    | Фрэнки Чан, Роэль Гарсия | 3:18         |
| 4.  | «Fornication in Space»               | Фрэнки Чан, Роэль Гарсия | 2:58         |
| 5.  | «Rain ~ Tear and Sweat»              | Фрэнки Чан, Роэль Гарсия | 5:18         |
| 6.  | «Night Snack»                        | Фрэнки Чан, Роэль Гарсия | 5:10         |
| 7.  | «Entering the Hardboiled Wonderland» | Фрэнки Чан, Роэль Гарсия | 2:12         |
| 8.  | «Rock Like a Dog»                    | Фрэнки Чан, Роэль Гарсия | 2:13         |
| 9.  | «Heartbreak Interlude»               | Фрэнки Чан, Роэль Гарсия | 1:32         |
| 10. | «Sweat Farewell»                     | Фрэнки Чан, Роэль Гарсия | 1:38         |
| 11. | «Weird Thinking»                     | Ван Фэй                  | 3:53         |

## Восприятие

### Кассовые сборы
Премьера фильма в Гонконге состоялась 14 июля 1994 года. В США показы фильма начались 8 марта 1996 года на 20 экранах. Дистрибуцией занималась компания Квентина Тарантино Rolling Thunder Pictures, входящая в состав Miramax Films. «Чунгкингский экспресс» стал первым фильмом Вонга Карвая, вышедшим в прокат в Соединённых Штатах.
Во время проката в Гонконге фильм заработал 7 678 549 гонконгских долларов (около 1 млн долларов США). В первую неделю показов в США «Чунгкингский экспресс» собрал 32 779 долларов США, а сборы за весь прокатный период достигли 600 200 долларов. Несмотря на культовый статус режиссёра, кассовый успех обходил фильмы Вонга Карвая стороной, даже в родном для него Гонконге. Позднее компания Miramax Films прекратила деятельность Rolling Thunder Pictures, которая занималась продвижением фильма в США. Причиной этому стали финансовые неудачи дочерней компании.

### Критика
Вонг Карвай стал широко известен после успеха «Чунгкингского экспресса» на кинофестивале в Стокгольме в 1994 году. Тогда Квентин Тарантино, чья компания позднее занялась прокатом фильма в США, признался в любви к творению Карвая. Благодаря поддержке Тарантино международная репутация гонконгского режиссёра достигла новых высот.
«Чунгкингский экспресс» удостоился тёплого приёма у кинокритиков. После премьеры в США в 1996 году многие авторы обзоров отмечали связь фильма с Тарантино. New York Post сравнивал творение Вонга Карвая с «Криминальным чтивом». В своей хвалебной статье о фильме в The Washington Post кинокритик Хэл Хинсон отмечал, что «легко увидеть, где пресекаются эти режиссёры-хипстеры». «Хипстерами» этих режиссёров в своём обзоре для Chicago Tribune назвал и Майкл Уилмингтон.
Мик Ласаль (San Francisco Chronicle), также отметивший схожесть между этими «модными» режиссёрами с нетрадиционным подходом к творчеству, похвалил «Чунгкингский экспресс» за оригинальность, «необработанную энергию» и схожесть с фильмами Французской новой волны. Не менее льстивым был обзор Джорджии Браун в The Village Voice, чьей единственной претензией стало столь долгое ожидание выхода фильма в США.
В 2012 году Эдмунд Ли из Time Out Hong Kong составил список 100 лучших гонконгских фильмов, в котором «Чунгкингский экспресс» занял 25-е место. По мнению американского писателя и критика Стивена Холдена, фильм Вонга Карвая стал культовым.
На сайте Rotten Tomatoes рейтинг «свежести» фильма составляет 89 % со средней оценкой в 7,9 баллов из 10 на основе 61 рецензии, из которых 54 — положительные, а оставшиеся 7 — отрицательные. На сайте Metacritic, где оценки выставляются на основе среднего арифметического взвешенного, средний рейтинг фильма составляет 77 баллов из 100 («в целом положительно») на основе 17 обзоров.

## Награды и номинации
- 1994 — премия «Золотая лошадь»:
  - Лучший актёр (Тони Люн)
- 1994 — Международный кинофестиваль в Стокгольме
  - Лучшая актриса (Ван Фэй)
  - Приз ФИПРЕССИ (Вонг Карвай)
  - Номинация на приз «Бронзовая лошадь: Лучший фильм» (Вонг Карвай)
- 1994 — Кинофестиваль в Локарно
  - Номинация на приз «Золотой леопард»[17]
- 1995 — 14-я Гонконгская кинопремия:
  - Лучший фильм[23]
  - Лучший режиссёр[23] (Вонг Карвай)
  - Лучший актёр[23] (Тони Люн)
  - Лучший монтаж (Уильям Чан, Эрик Квон, Китвай Кай)
  - Номинация — Лучшая актриса (Ван Фэй)
  - Номинация — Лучшая актриса второго плана (Валери Чоу)
  - Номинация — Лучший сценарий (Вонг Карвай)
  - Номинация — Лучшая кинематография (Кристофер Дойл, Эндрю Лау)
  - Номинация — Лучший арт-директор (Уильям Чан)
  - Номинация — Лучшая партитура (Френки Чан, Роэль Гарсиа)
- 1997 — премия «Независимый дух»
  - Номинация — Лучший зарубежный фильм[24]